# Calosota koraiensis
Calosota koraiensis är en stekelart som beskrevs av Yang 1996. Calosota koraiensis ingår i släktet Calosota och familjen hoppglanssteklar. Inga underarter finns listade.